# Josef Hermenegild Arregger von Wildensteg
Josef Hermenegild Arregger, seit 5. Juli 1749 Josef Hermenegild Arregger von Wildensteg (* 28. August 1746 in Solothurn; † 7. Dezember 1834 ebenda) war ein Schweizer Politiker.

## Leben

### Familie

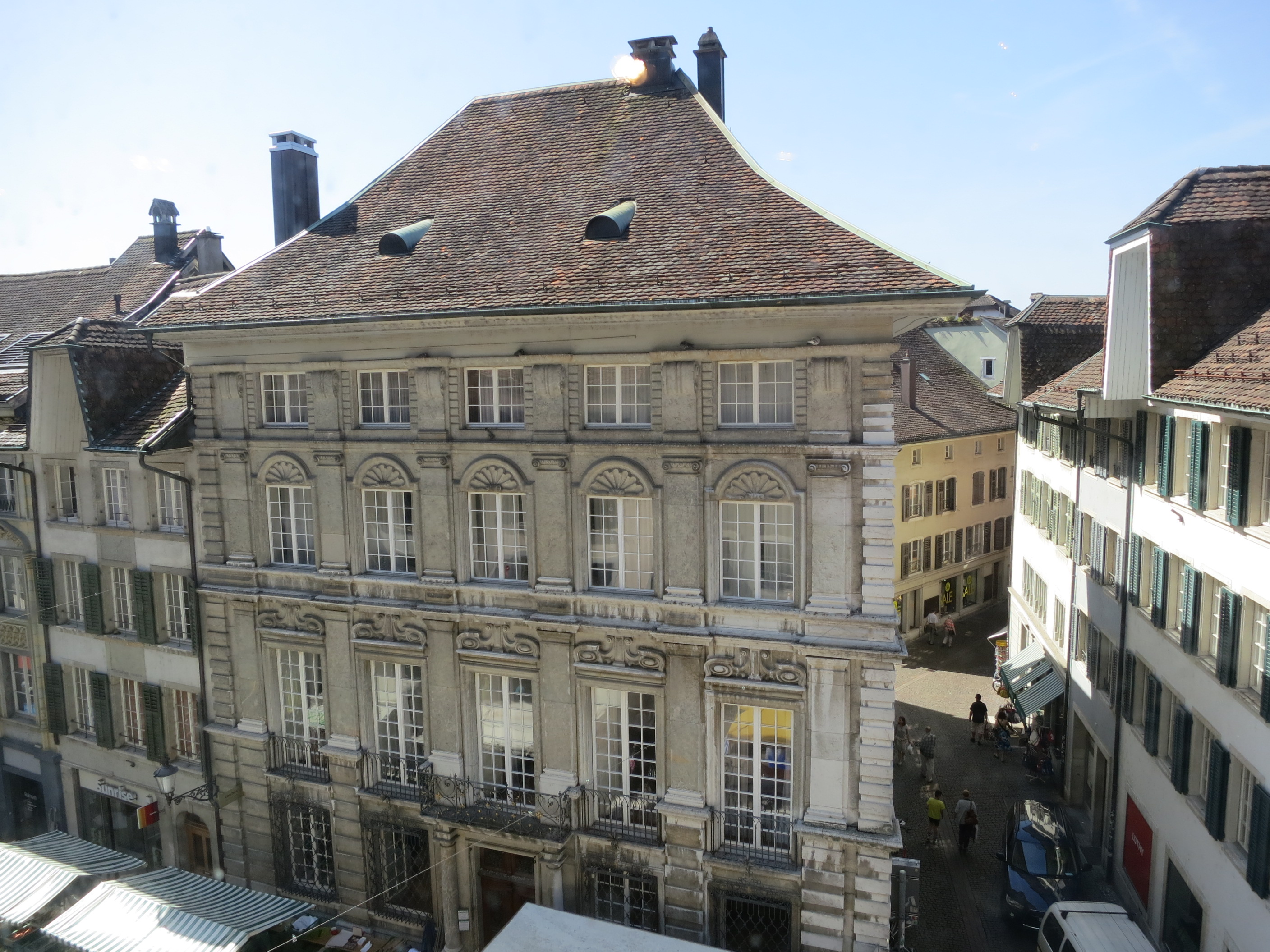
Gurzelngasse 11, Solothurn

Josef Hermenegild Arregger von Wildensteg entstammte der Solothurner Patrizierfamilie Arregger und war der Sohn des Politikers Johann Viktor Lorenz Arregger von Wildensteg (* 24. August 1699 in Solothurn; † 23. März 1770 ebenda) und dessen Ehefrau Maria Helena Jacobea (* 18. August 1724 in Solothurn; † 1. Februar 1803), Tochter des Schultheissen Urs Viktor Josef von Roll (1686–1759); er hatte noch einen Bruder und eine Schwester:
- Urs Josef Ludwig Ferdinand Arregger (* 10. Februar 1748 in Solothurn; † 21. April 1814), Hauptmann in spanischen Diensten und Stadthauptmann, verheiratet mit Maria Franziska Seraphica Katharina Magdalena Raimunde Afra (1748–1814), die Tochter des Generalleutnants Josef Anton Tschudi (1703–1770)[5];
- Maria Josefa Helena Jakobea Arregger  (* 10. April 1751 in Solothurn; † 14. Apr 1800), in zweiter Ehe verheiratet mit dem Feldmarschall Franz Joseph von Roll von Emmenholz.

Am 5. Juli 1749 wurde sein Vater zum Reichsfreiherrn ernannt.
Sein Onkel war der Brigadier Franz Anton Arregger (1689–1764).
Er war seit 1783 mit Maria Margaretha Josefa Franziska (* 4. März 1765 in Stüsslingen; † 10. Dezember 1831), die Tochter des Altrats Franz Bonaventura Vigier (1736–1790), verheiratet.
Seine Ehefrau erbte das von Johann Bartholomäus Maschet erbaute Haus in der Gurzelngasse 11 in Solothurn.

### Werdegang
Josef Hermenegild Arregger von Wildensteg wurde Fähnrich in spanischen Diensten und bis zum Hauptmann befördert.
1779 wurde er Schanzenseckelmeister und von 1783 bis 1785 war er Vogt in Flumenthal, von 1787 bis 1791 Stadtmajor von Solothurn, 1792 Vogt von Kriegstetten sowie von 1797 bis 1798 Vogt im Bucheggberg.
Er betätigte sich ausserdem als Genealoge und war Korrespondent von Beat Fidel Zurlauben.
Seinen ererbten Anteil an der Indienne-Druckerei Wagner & Cie. verkaufte er.
Er war seit 1812 österreichischer wirklicher Kammerherr und als Altschultheiss Präsident des Appellationsgerichts.

### Politisches Wirken
1767 wurde Josef Hermenegild Arregger von Wildensteg Solothurner Grossrat, bevor er 1771 Jung- und 1797 Altrat wurde.
Nach dem Franzoseneinfall wurde er am 9. April 1798 nach Hüningen (heute Huningue), zur Sicherung der Kontributionszahlungen der Solothurner Patrizierfamilien an Frankreich, geführt und in Geiselhaft genommen; am 14. April 1798 wurde er in die Festung nach Straßburg verlegt.
1801 war er Tagsatzungsgesandter und seit 1802 Mitglied der Solothurner Interims-Regierungskommission.
Nach dem Sturz Napoleons 1814 setzten sich die patrizischen Räte, unter seiner Führung, durch einen Staatsstreich wieder als alleinige Regierung ein; er erbat zweimal die Hilfe Berns, um gegen Umsturzversuche der Opposition vorzugehen.
1814 gründete er nach bernischem Vorbild einen Wiederherstellungsverein und von 1814 bis 1831 bekleidete er, alternierend mit Peter Joseph Glutz-Ruchti, die Ämter des Statthalters und des Amtsschultheissen (siehe auch Solothurner Schultheissen); in dieser Zeit war er eine führende Persönlichkeit im Kanton Solothurn während der Zeit der Restauration.
Mit dem Amt des Schultheissen war der Titel Exzellenz verbunden.

## Mitgliedschaften
Josef Hermenegild Arregger von Wildensteg war ein Mitglied der Schmiedezunft.
1763 war er Mitglied der Ökonomischen Gesellschaft Solothurn.
Seit 1772 war er Mitglied der Helvetischen Gesellschaft und Gründungsmitglied der Allgemeinen Schweizerischen Geschichtsforschenden Gesellschaft.
Er war seit 1773 Präsident der Romaner-Bruderschaft, ein Verein katholischer Männer geistlichen und weltlichen Standes, die die Wallfahrt nach Rom gemacht hatten.
1815 wurde er in die Bruderschaft St. Valentin (siehe auch Bruderschaft Sankt Jakobus der Ältere#Das Bruderschaftswesen im alten Solothurn) aufgenommen, eine Bruderschaft der Kaufleute, die sich unter den Schutz des Heiligen St. Valentin stellte. Diese Bruderschaft beruhte auf religiöser und philanthropischer Grundlage und entsprang dem Bedürfnis nach geselligem Beisammensein.